# 水若酢神社
36°16′49″N 133°14′57″E / 36.280222°N 133.249056°E
水若酢神社（日语：／ Mizuwakasu-Jinja */?）是日本島根縣隱岐郡隱岐之島町郡的神社，社格是名神大社、隱岐國一宮、國幣中社和別表神社，主祭神是水若酢命。氏子數目方面，根據《日本社寺大觀》記載是約800戶，神社本廳出版的《神社名鑑》記載為750戶，崇敬者4,000人，《式內社調查報告》等則指在明治時期廢除雙重氏子制後，神社僅有崇敬者前者稱是782戶，後者則指約有780戶，原氏子區域是伊後、山田、郡、小路、那久路、都萬路、苗代田、北方、南方、代、久見、福浦、長尾田和藏田。文化財方面，神社本殿在1992年1月21日獲指定為重要文化財，祭禮風流舞則在1973年3月30日獲指定為島根縣指定文化財。

## 位置與名稱
神社位於隱岐群島島後北部重栖本鄉的大神山山麓，附近是重栖川支流郡川和小路川的交匯處，與隱岐鄉土館為鄰，以南約20公里處則是西鄉港。神社最初位於山田村，在轉移至一宮村的宮原和郡村的姿峠後才遷至現址。行政區劃方面，神社原屬隱岐國穩地郡河內鄉，後為一宮村、郡村、五箇村和隱岐郡五箇村，大字是郡，以此推測，當地可能曾經設有郡家，字是犬町:11。
神社原稱水若酢命神社，水若酢在《延喜式》九條家本和武田家本的發音均是Mitsuwakasuno（ミツワカスノ），寬文7年（1667年）的《隱州視聽合紀》、貞享5年（1688年）的《隱州記》以及寶曆7年（1757年）的《兩嶋神社書上帖》均稱為「一宮」或「大宮大明神」，幕末的《隱岐古記集》則稱為「一宮」和「神名帳水若酢命」。明治4年（1871年）的《島後舊社取調帳》則稱神社是「一宮大明神」，並且指出名稱原本是水若咋命，酢為誤寫。另一方面，水若酢神社的名稱見於寬政7年（1795年）的棟札，寫有「一宮水若酢神社寶殿」，神社在《特選神名牒》時仍然稱作水若酢命神社，其後才去掉命字。通稱則是「一宮之明神」。
水若酢中的固然指水，但也有可能是作為美稱的，若酢可能指，而的漢字雖然寫作酢，但是在《萬葉集》中也有寫為「酒」，如果沿用「若」字的話，則有可能與變若水有關。此外，與神社名稱相近的隱岐國總社玉若酢神社同樣位於島後，兩者之間可能有關連。

## 歷史
根據《隱州記》記載，神社創建於崇神天皇年間，神明在伊後的海邊上岸後，有兩隻白鳩隨神明來到此地，繼而興建社殿，奉為一宮大明神而來。口述傳統的話，伊後的一橋家的祖先在海邊釣魚時釣到一隻白鷺，但是白鷺在掙脫魚絲後便飛到芳葉山，並且停在松樹樹枝的末端之上。隨後，白鷺飛到一橋家屋頂處停下，後來又飛往花勺，並且停在鯛石之上。最終，白鷺停在郡的橋家的屋脊上，這時候一橋家也從伊後趕至，在與橋家商討後，決定在此地興建神社，即水若酢神社。不過，根據寬政7年（1795年）的《一宮大明神濫膓之事》記載，神社勸請自仁德天皇年間。
根據收錄於《正倉院文書》，天平5年（733年）的《隱岐國正稅帳》記載，穩地郡的郡司是大伴部大君，同時也是神社的社家:33-34。根據《續日本後紀》承和9年9月14日（842年10月21日）條記載，水若酢命神與智夫郡的由良比賣命神、海部郡的宇受加命神一同獲列為官社，這也是隱岐島內最早一批獲列為官社的神社。在《延喜式神名帳》中，隱岐國總共有16座式內社，穩地郡內有3座，神社是其中之一，同時也是隱岐國4座名神大社之一，與187座式內社中僅熊野坐神社和杵築大社為名神大社的出雲國、50座式內社中僅宇倍神社為名神大社的因幡國、34座式內社中沒有任何名神大社的石見國以及6座式內社中同樣沒有名神大社的伯耆國相比，隱岐國受到重視的程度不言而喻。
享祿3年7月20日（1530年8月13日），根據收錄於《忌部家文書》的《隱岐久清安堵狀》記載，神社是「隱州大宮司社領」，明確寫有「一宮造作」，這是神社作為一宮在文獻上首次有明確記載。不過，由於在隱岐國僅有一宮的神官稱為大宮司，而同樣收錄於《忌部家文書》，正長2年7月4日（1429年8月4日）的《久清書狀寫》也有記載「隱州大宮司社領」，因此這也可以視為神社作為一宮在文獻上首次有記載。此外，根據《隱岐國神名帳》記載，神社的神階低於同為穩地郡式內社的正一位天健金草神社。由於總社玉若酢神社也是正一位，因此水若酢神社可能沒有發揮到作為一宮的實際作用，加上玉若酢神社的神主被稱為國造，反映總社可能兼具一宮的功能，由此推測水若酢神社可能僅僅是名義上的一宮。此外，《大日本國一宮記》雖然視由良比賣神社為隱岐國一宮，但是井上寬司不認同此說法，並且指出這是源於水若酢神社一宮地位問題而產生的混亂。
享祿3年至天文元年（1532年），守護代隱岐氏憑借尼子氏的權勢開始加強對隱岐當地統治，促使神社的大宮司與在地領主、土豪聯手與其抗衡，觸發天文合戰。根據收錄於《忌部家文書》，享祿3年7月28日（1530年8月21日）的《代神六宛久重書狀》記載，大宮司的職位最終改由代神六出任。另一方面，根據《雲陽軍實記》和《陰德太平記等記載，隱岐當地反佐佐木氏的武士不敵於隱岐清政，島前和島後均由隱岐氏平定。《日本歷史地名大系》認為這代表以一宮為中心的在地領主以及土豪階層形同一揆聯合的支配模式在戰國大名的權力下變質，並且導致一宮大宮司的沒落。天正5年正月20日（1577年2月7日），根據收錄於《忌部氏文書》的《隱岐清家安堵狀》記載，代民部助繼承其父清歲的一宮大宮司職務。
根據收錄於《忌部家文書》，寬永15年（1638年）的《一宮大明神社領書上》記載，神社在吉川氏時期的慶長4年（1599年）有約70石作分以及記載於吉川氏時期檢地帳的寄免分30石，分佈於山田村、郡村和苗代田村內，另有社領10石，大宮司是正景。此外，還記載神社在中世之後原本位於後來的一宮村內，其後由於戰亂而遷至郡川附近。根據貞享5年（1688年）的《增補隱州記》記載，雖然在一宮村的部分寫有一宮明神和社領10石，但是同時指出在延寶4年（1676年）由於發生水災而在延寶6年（1678年）遷移至郡村。天明大饑荒爆發後，大宮司忌部正興針對此事發表《凶年藏土穗》一書批評松江藩，境內也曾經設有由國學家中西毅男創辦的膺懲館，兩人均主張尊王攘夷，並且促使後來的隱岐騷動爆發，忌部正弘在騷動中擔任正義黨總指揮。明治4年5月14日（1871年7月1日），神社獲列為國幣中社。2014年9月9日，神道青年全國協議會豎立了「竹島之碑」，由神社的宮司忌部正孝負責揮毫。

## 祭神
神社的主祭神是水若酢命，又稱美豆別主命，為山田川的水源神，左右相殿神分別是中言神和鈴御前，根據永享3年的《伊未自由來記》記載，中言命和鈴御前分別又稱為奈賀命和須津姬，為渡來的夫妻神，也是支配此地的神明，並且指奈賀命是阿遲鋤高彥根命之子，須津姬則是丹波的須津首命之女。兩人定居於新野沿岸一處稱為藏見的地方，致力於勸農，到處開墾土地，不但興建蓄水池，又建道路造漁船，須津姬命也邀來丹波的長白羽麻績姬和其織女在各地教導織布，並且從須津請求藥師鼓勵種植藥草。不過，根據神社說法，鈴御前並非渡來神，而是郡川的水神，中言命則是傳達神諭的祭司，為中央派來的官員，定居地新野沿岸其實就是指隱岐的政廳。此外，根據神社第十六任大宮司忌部正興在寬政3年（1791年）編寫的《一宮大明神再建勸進之記錄》以文化2年（1805年）的《五箇參宮講記》記載，他將中言命視為天兒屋根命，鈴御前則是鈴鹿姬命，並且將三神與造化三神相題並論:71-78、80。
不過，根據《隱州視聽合紀》記載，神社的祭神是崇神天皇，《式內社調查報告》認為這是將神社的創建時期與祭神混為一談所致，崇神天皇為祭神的說法其後又演變為崇德天皇說法。也有說法認為祭神是大己貴命，這是由於一宮多以其為祭神以及其本身是出自出雲的渡海之神。《神名帳考證》則指祭神是稚彥靈命。此外，《神國島根也》提及景行天皇五子大酢別皇子的御子神為祭神的說法。

## 境內
- 本殿
- 靠前建築為拜殿
- 一號墳
- 隨神門

根據《日本社寺大觀》記載，神社境內面積約3700坪（約12231.4平方），《神社名鑑》稱是5000坪（約16528.93平方），《式內社調查報告》引述《神社取調帳》指神社東西27間（約49.09），南北30間（約54.55）左右，面積為1.5町（約0.01平方公里）。神社每隔約20年便會進行修建，已知最早的紀錄是寬永3年（1626年），每次修建時均會舉行遷座祭。根據大宮司忌部正興的《一宮再興記錄》記載，神社在天明5年（1785年）獲隱岐郡代批准在島前和島後進行勸請，並且在鄉內各處森林收集木材，動員氏子總共一萬人，本殿最終在寬政元年（1789年）完工，寬政7年9月9日（1795年10月21日）遷宮，為正面三間，側面兩間，前方寬18.1尺（約5.48），長15.2尺（約4.61）的隱岐造茅葺建築，內部分為內陣和外陣，鋪有疊蓆:93-94。
拜殿呈正方形，各三間，長2間1尺（約3.94），為入母屋造建築，拜殿原本與本殿同時進行改建，可是在寬政7年（1795年）之後，由於建築費用高昂而分開進行，目前的拜殿改建於1912年。拜殿內掛有在明和9年（1772年）到訪此地的巡見使佐久間東川揮毫的匾額。隨神門前後1間1尺（約2.12），左右2間4尺（約4.85），根據棟札記載，隨神門建於文化8年（1811年），大工棟梁是森喜八代的徒弟重栖彥次郎。參籠所前後2間1尺，左右3間4尺（約6.67）:18-20。
此外，境內有兩座古墳，分別是位於本殿以東的一號墳和本殿後方的二號墳。1920年，神社為了擴張境內，以墳丘的泥土將池塘填平，從而發現一號墳的石室，而所謂池塘本身其實便是圍繞古墳的周壕。一號墳的石室是長11米，寬1.5至1.7米的橫穴式石室，為隱岐島最大的石室，與隱岐最大的前方後圓墳平神社古墳相比，還要再長三米。玄室處有兩副一大一小的石棺，出土文物有大刀、鋤頭、鉇、鐵鏃、玻璃玉、須惠器的𤭯和高杯，部分為東京國立博物館的館藏。二號墳則是直徑20米，高2.5米的圓墳。根據《島根縣史》的說法，境內原本還有數座古墳:32-33。

## 祭事
| 1月 | 歲旦祭（1月1日）  | 5月 | 例大祭（5月3日） 特殊神事（祭禮風流，雙數年的5月3日） | 9月  | —                                      |
| 2月 | 祈年祭（2月17日） | 6月 | 中祭（6月16日）                                       | 10月 | —                                      |
| 3月 | —                 | 7月 | —                                                     | 11月 | 新嘗祭（11月3日） 御座更祭（11月6日）  |
| 4月 | —                 | 8月 | —                                                     | 12月 | 御座入祭（12月6日） 除夜祭（12月31日） |

根據享祿年間（1528年至1532年）的文獻記載，神社的例大祭原本在舊曆9月9日（重陽）舉行，寬文4年（1664年）時的文獻則記載從原本的舊曆5月1日改為3月3日，神社在獲列為國幣中社後再改至5月3日。除了每年舉行的例祭外，每逢雙數年便會舉行作為氏子祭的神幸祭，稱為「水若酢神社祭禮風流」或「五箇祭」，為隱岐三大祭之一。祭禮風流主要由神幸隊伍「山曳神事」、道中樂的「大樂」、在御旅所舉行的祭典時奉納的神樂「一番立」、「獅子舞」以及在境內奉納的流鏑馬等部分組成。山曳神事的起源存在兩種說法，第一種說法是指社殿在明應年間（1492年至1501年）遭遇水災，神體也被沖走，後來才由南方村和北方村的氏子姚河口附近撈起，並且安放於山車後朝現址出發，期間樹立旗幟，並且吹笛和打太鼓。第二種說法源於貞享5年（1688年）時為了重建毀於水災的社殿而從山裡搬運木材而來。
氏子在生後一百日以上至八歲為止的小孩均可以拉曳山車，男童的話會佩戴襷和鉢卷，並且穿上草鞋，與父母一同拉曳山車，以祈求健康成長，這項儀式原本僅限男童，後來才開放讓女童參加:154。第一次參與的山曳行事稱為「初山」，在一行人抵達御旅所後，眾人會在神幸祭期間於境內各處鋪席，與親戚朋友把酒言歡，一同慶祝。第四次也是最後一次的山曳行事稱為「禮曳」，旨在就已經健康成長一事向神明表達謝意。不過，根據《隱岐一宮行事記》記載，當時是由兩名翁以及八歲至十五歲的男童負責拉曳，文化3年（1806年）的《一宮祭禮諸事割賦帳》則記載為40名成年人以及身穿袴、手織紬和頭戴鉢卷的十五歲男童負責。
神幸隊伍按順序是鉾指先拂、蓬萊山、稚兒、錦旗、大樂、青和幣、白和幣、追祓、真榊、神饌唐櫃、神社樂、大真榊、神職、大金幣、錦蓋、紫翳、前衛神職、神輿、宮司、菅蓋、金幣、菅翳、金幣、山田樂、神職、御太刀、御弓、御飾矢、御楯、御矛、真榊、金幣、郡樂、巫女、典儀、副典儀、獅子舞、奉幣者、董事、御供和流鏑馬。排在最前的先拂負責扮演猿田彥，山車部分連接有龜的頭部，其上方的部分是稱為蓬萊山的神籬，由鶴、松樹、山茶花和百合假花等組成，周圍是日本扁柏的葉子，坐在蓬萊山的人稱為山番或花番，由小路和都萬路各派一人負責，他們身穿白張，頭戴烏帽子，並且在參加前進行為期30天的別火齋戒:157。
拉曳山車用的繩子由各氏子地區自行製作，在當天由各地區派出兩人負責搬運至境內，並且相連起來，然後再繫上小繩子，讓孩童拉曳。在拉曳山車的兩條大繩子中，左邊由上五箇地區的氏子負責，右邊則是下五箇地區，由於兩邊的長度和人數不一，由代地區負責調整，以前則由山田地區負責。此外，長尾田地區和藏田地區由於以前分別是北方地區和南方地區的枝村，因此各自一起拉曳同一繩子，福浦地區則由於同時是北方地區和南方地區的枝村，因此拉曳繩子時會同時兼顧兩邊。在拉曳山車時，由稱為山付或山止的四名負責決定山車的走向，他們身穿法被，佩戴襷，並且以稱為「振」的山茶製木棍來指揮山車，由南方地區負責:155-156。
負責音頭的人稱為木遣，總共兩名，他們在祭事前一週開始齋戒，祭事當天則在重栖灣的赤崎進行禊，並且於岩石上誦唱木遣歌的第二段。然後，他們穿上格衣，頭戴烏帽子，並在祭事開始前於神前進行三三九度儀式。他們大致在繩子之間的中心部分，手拿扇子，並且誦唱木遣歌，其內容大致是在敘述神社過去的故事，雖然名為歌，但是實際上如同咒語，其他人難以理解，為北方地區的原家和南方地區的坂本家代代相傳的秘密:160-161。
大樂是山曳行事期間的進行曲，分別由兩名負責抬起直徑達一米的鼓，兩名負責打鼓，四名負責吹橫笛，曲目統稱為明神囃子，分別是五常樂、道行樂、祗園囃子、山入樂和木出樂。在隊伍出發前，於隨神門九度奏起五常樂，從鳥居向御旅所進發期間也會奏起五常樂。道行樂據傳始於延寶年間（1673年至1681年），從隨神門前往鳥居時奏響。祇園囃子是源於祇園的囃子，相傳是郡村重屋的當主在京都遊玩時學會，回鄉後流傳至今，作為奉納樂於棧敷上奏起。山入樂在神幸式尾段，從鳥居前往隨神門期間奏起。木出樂源於寬政年間（1789年至1801年）本殿改建時的木材搬運而來:161-162。
在抵達御旅所後，於該處設置臨時神殿，並且向神明獻上神饌。除了都萬路與小路共同獻上貢品外，其餘氏子地區均分開獻上。其後，在臨時神殿旁邊的白木棧敷相繼奉納各種舞，分別是稱為「猿田彥的獨舞」的一番立、浦安之舞和獅子舞，浦安之舞由四名頭戴花簪，身穿襅和緋袴，手持舞扇或鉾先舞鈴的舞姬負責，四名身穿白衣緋袴的歌姬則在一旁唱和。獅子舞由小路地區的願滿寺與北方地區的北方神社的獅子舞輪流奉納，獅頭和獅尾各一人，途中會互換位置，當奏樂激烈起來後，舞獅會咬向四個角落處的榊葉，當奏樂放慢後，舞獅則開始沉睡，其後隨著舞樂節拍加快而甦醒，在神前一拜後結束。最後，氏子會把嬰兒的頭部伸進舞獅口中，讓其噬咬，以此來驅除惡靈，並且祈求小孩能夠健康成長。當所有儀式均完成後，一行人便會返回神社，在境內繞一圈於穿過二之鳥居後結束:163、165-167。
另一方面，在馬場會舉行流鏑馬，由郡地區和山田地區輪流負責，一名負責射箭，四名負責把射手抬上馬。射手在4月3日開始試騎，並且練習七次，在例祭七日前也會開始齋戒，與親人吃飯時也要別火，一行人在例祭前一天進行七次禊，其中六次在河裡，一次在海裡。射手在祭事當天穿上狩衣，頭戴編笠，於境內馬場放箭，重複九次，每次放箭三次，旨在祈求五穀豐收，期間射手的雙腳均不會著地:163-165。

## 註解
1. ↑  都萬路現為隱岐之島町小路，福浦和長尾田現為隱岐之島町北方，其餘同屬隱岐之島町，統稱五箇[4][5][6]:127。
2. ↑  附指定（日语：附指定）有八面棟札和六冊普請（日语：普請）文書[9]。
3. ↑  山田村現為隱岐之島町山田[4]。
4. ↑  一宮村和郡村現為隱岐之島町郡[4]。
5. ↑  花勺現為隱岐之島町伊後[13]。
6. ↑  根據《延喜式》記載，水若酢神社的神階是正四位上，而根據《隱州視聽合紀》引述，成書於室町時代的《隱岐國神名帳》記載則是正三位[6]:37。
7. ↑  苗代田村現為隱岐之島町苗代田[4]。
8. ↑  藏見現為隱岐之島町上西（日语：中条村 (島根県)）[4]。
9. ↑  須津現為京都府宮津市須津[17][6]:76。
10. ↑  上五箇是那久路、都萬路、小路、郡和山田，下五箇是南方、北方、苗代田、代和久見[4]。

## 外部連結
- . 島根縣觀光聯盟.   [2023-02-15]. （原始内容存档于2023-03-13） （日语）.
- . 隱岐之島町觀光協會.   [2023-02-15]. （原始内容存档于2023-02-04） （日语）.
- . 島根縣神社廳.   [2023-02-26]. （原始内容存档于2023-02-25） （日语）.
- . 全國一之宮巡拜會.   [2023-02-15]. （原始内容存档于2023-03-27） （日语）.